# 夏原カレン
夏原 カレン（なつはらかれん、1987年5月13日 - ）は、日本のAV女優。東京都出身。2011年にAV引退。2017年8月、千早 菜奈（ちはや　なな）に改名しAV復活。2018年現在は仲間 明日香の名義で活動している。
デビュー当時はファイブプロモーション(マークスグループ)所属。復活後はティーパワーズ所属。
趣味はヘアアレンジ・アロマ・スパ。

## 略歴
- 2009年12月11日、KUKIより『初花 -hatsuhana- 夏原カレン』でAVデビューを果たした。
- 2011年、AV引退。
- 2017年8月、「千早菜奈」に改名。「ティーパワーズ」所属。
- 2017年9月15日、「相田ちなり」名義で「東京247」のアダルトサイトでAV復活。
- 2018年2月1日、「仲間明日香」名義で「E-BODY」より正式AV復活。正式復活名義の「千早菜奈」では2018年1月現在、作品リリースはない。

## 作品

### アダルトビデオ
2009年
- 初花 -hatsuhana-（12月11日、KUKI）

2010年
- 2nd Virgin 240minスペシャル（1月8日、KUKI）
- 5つの体位で激ピストン（2月12日、KUKI）
- 流出!! (秘)女子アナ映像（3月12日、KUKI）
- 妄想オフィス OL（4月9日、KUKI）
- おちんちんイジるのお手伝い オナニーサポート（5月14日、KUKI）
- 超美巨乳王様ゲーム（7月8日、SODクリエイト）共演:音羽レオン、松すみれ、葵ぶるま、@YOU
- 深夜酔淫 4 夏原カレン（8月6日、プレステージ）
- 「女の口は嘘をつく。」 雌女ANTHOLOGY #085（9月3日、アウダースジャパン）
- 世界一ザーメンを大量に発射する男のぶっかけSEX（10月19日、ROOKIE）他出演:RUMIKA
- やらしすぎ、したがり妻 1（10月21日、プレステージ）
- 隣の奥さんがお風呂を借りに…（11月7日、マドンナ）
- 巨乳バレエ部顧問 カレン（11月26日、ラマ）
- S級バレエ巨乳美女中出し（12月24日、サムシング）

2011年
- 旦那の実家で犯されて（1月6日、タカラ映像）
- 若妻管理人と下着泥棒（4月13日、溜池ゴロー、MDYD-614）
- 練馬 其の十三（5月11日、MAD）
- 団地妻 旦那の知らない午後の淫らな股間に中出し!!（5月25日、ビッグモーカル）他出演:楢崎かほり、石倉えいみ
- おねだり痴女 第4章（6月25日、隼エージェンシー）他出演:朝倉ことみ、あすかみみ、羽月希
- 筆おろし 童貞君! こんな素敵な素人妻に筆おろしされてみませんか?（6月25日、ビッグモーカル）他出演:石倉えいみ、楢崎かほり

### アダルトサイト
- 舞ワイフ（上条亜樹 名義）

- 東京247 No.652 (相田ちなり 名義) (2017年9月15日)

## TV出演
- 『ぷっ』すま（2010年7月13日、テレビ朝日）
- 桃のふくらみ（MONDO TV）